# دائرة النيف
دائرة النيف هي إحدى دوائر إقليم تنغير، التابع لجهة درعة تافيلالت، المملكة المغربية. تضم الدائرة 3 جماعات قروية، وبلغ عدد سكانها 35383 فرداً سنة 2004 حسب الإحصاء الرسمي للسكان والسكنى. يتبع للدائرة 9 مشيخة و77 دوار.

## التقسيمات الإداريّة
تعتبر دائرة النيف إحدى الدوائر المشكّلة لإقليم تنغير، وهو التقسيم الإداري من المستوى الرابع المعتمد في المغرب. ينقسم إقليم تنغير إلى 22 جماعات قروية تختلف من حيث السكان والمساحة، والتي بدورها تنقسم إلى مشيخات تضم عدداً من الدواوير.

## معرض الصور

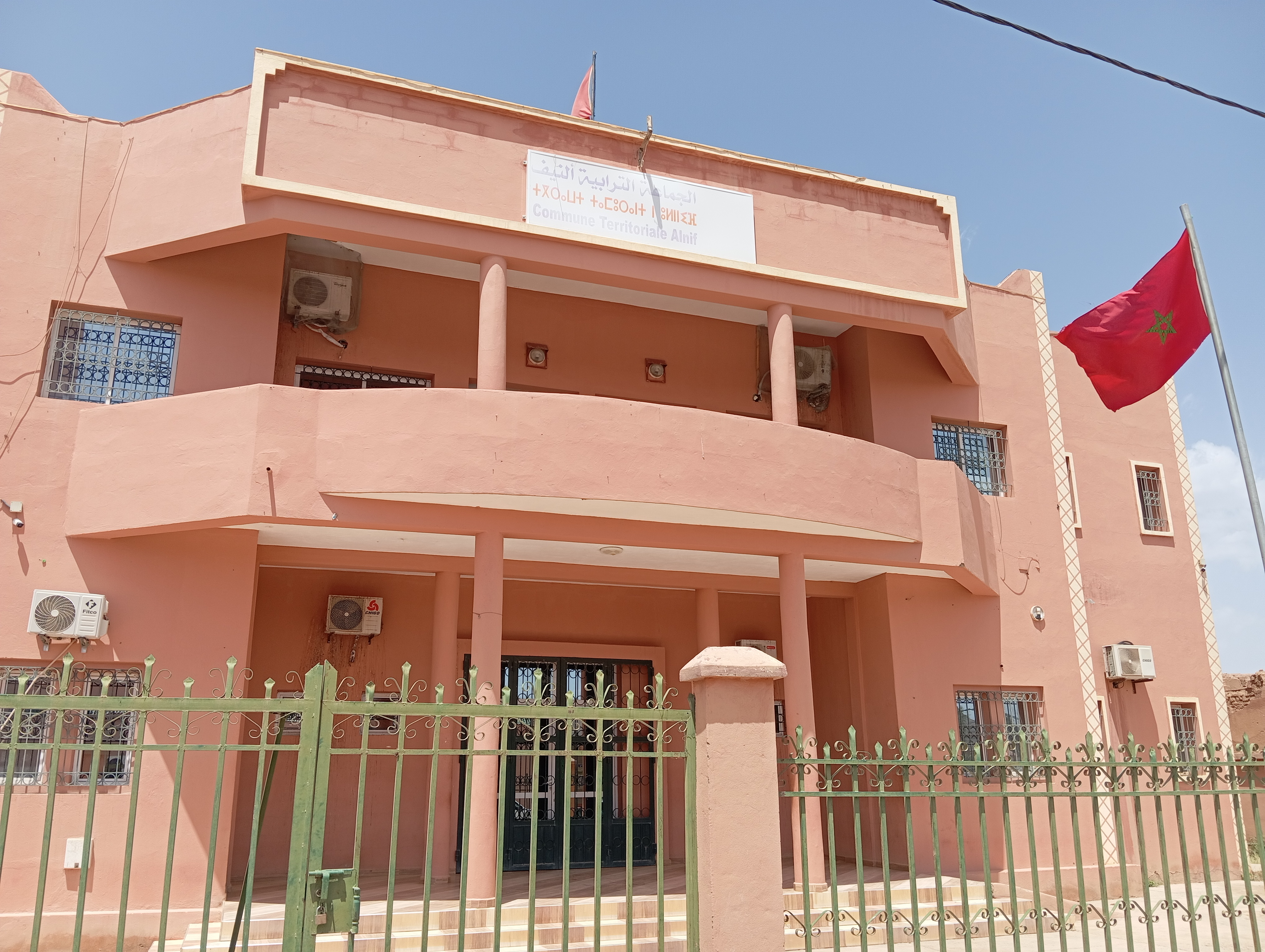
مقر جماعة ألنيف
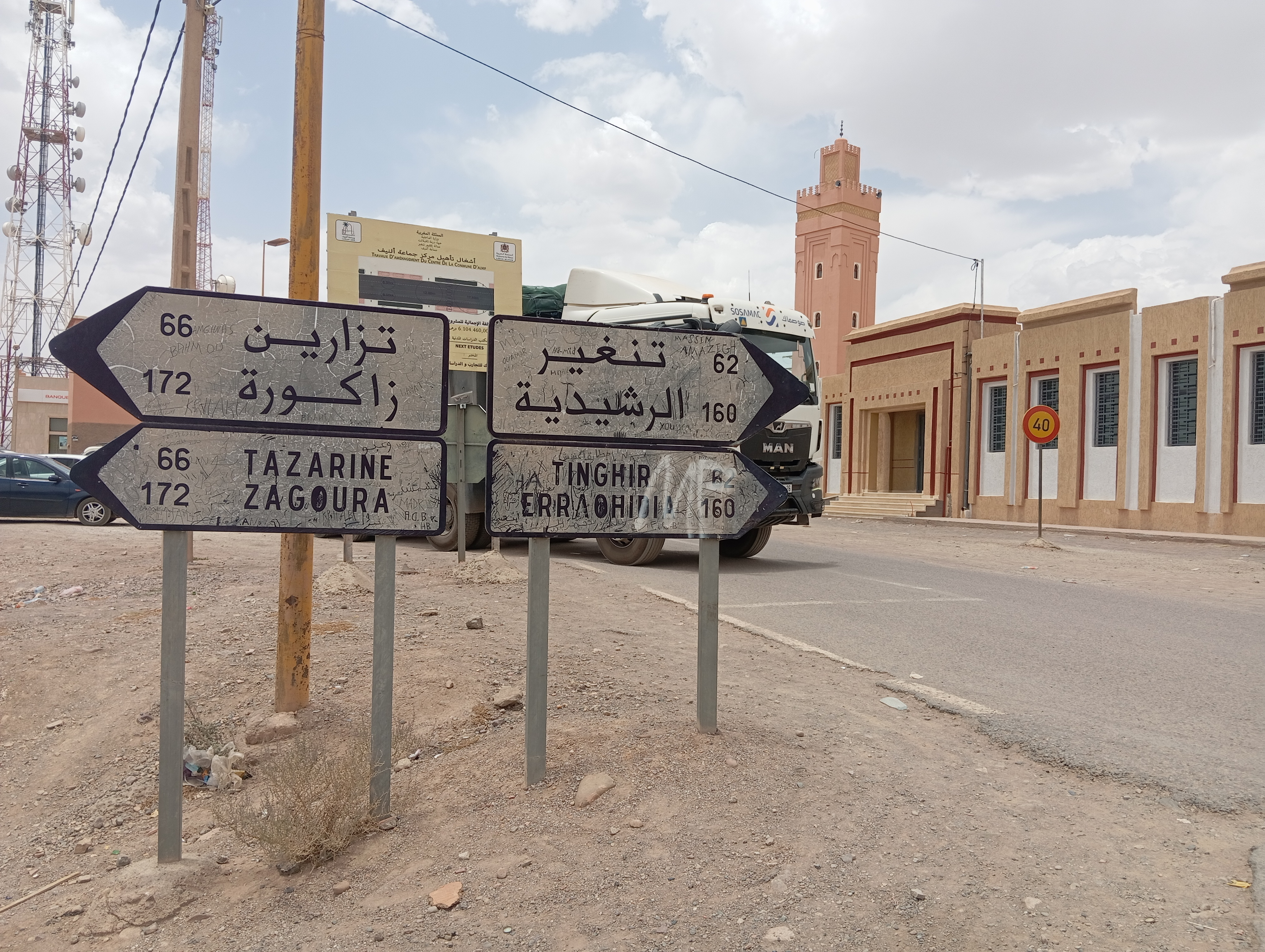
ألنيف
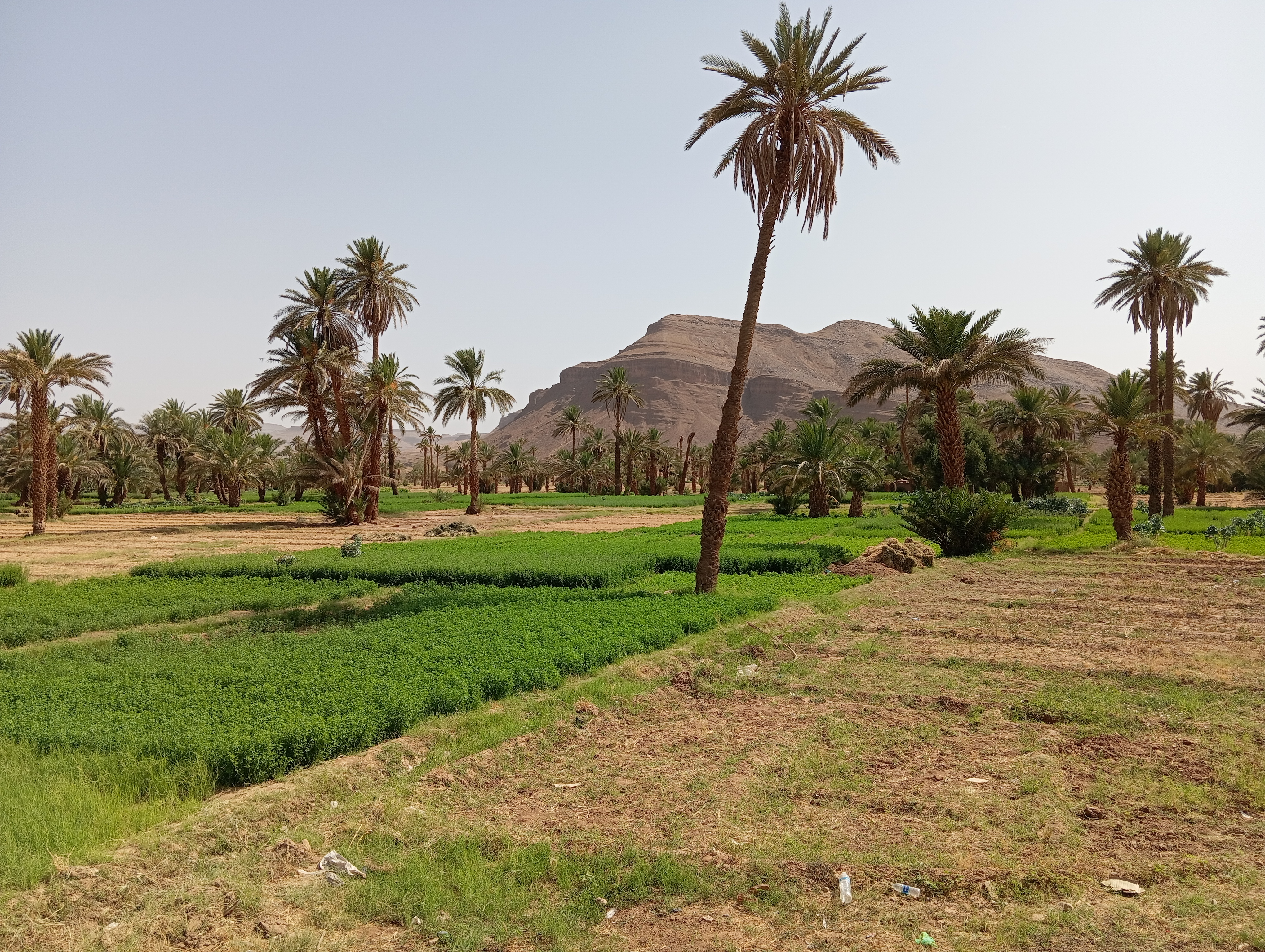
جبل في واحة ألنيف
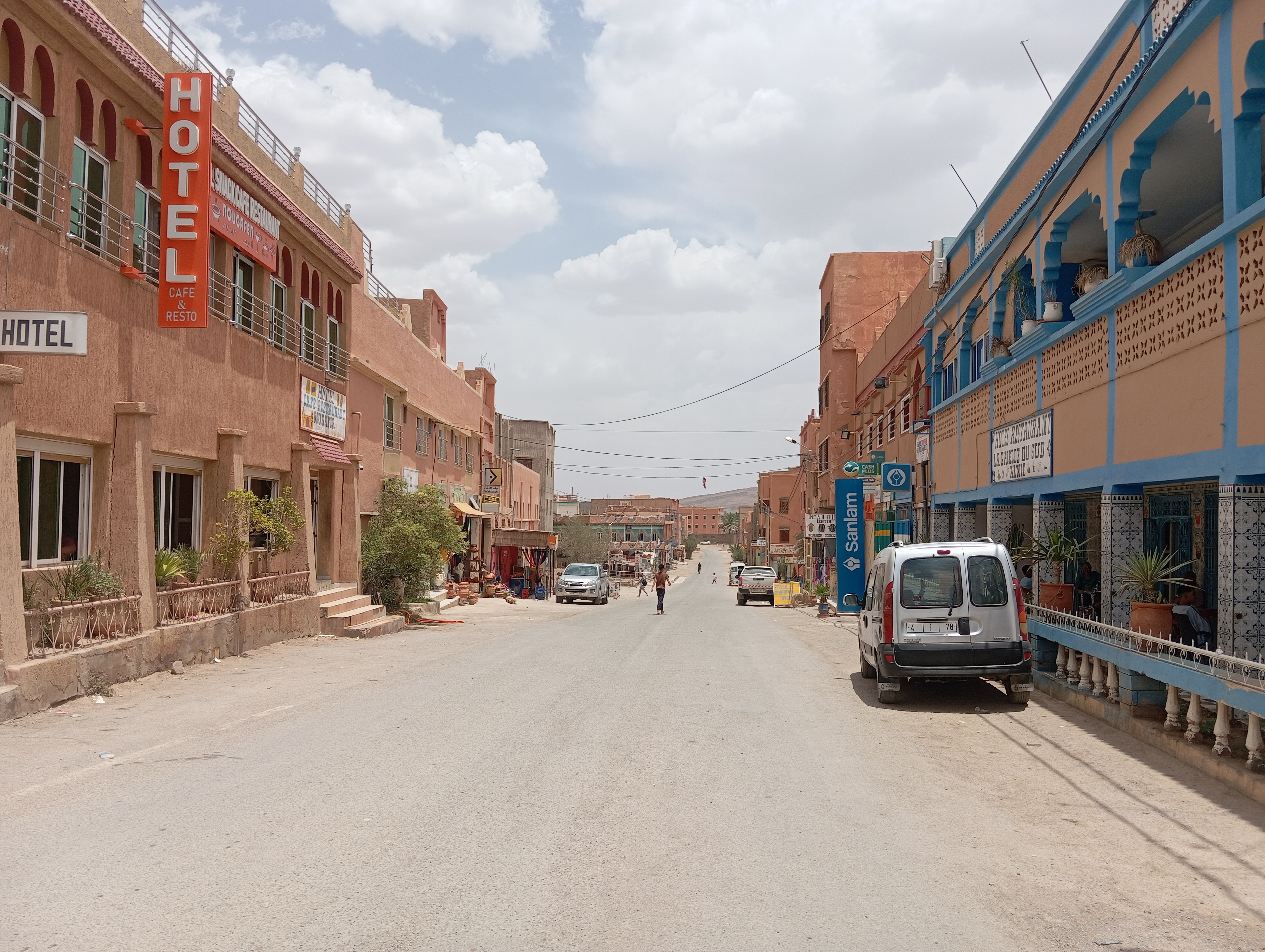
الشارع الرئيسي لألنيف
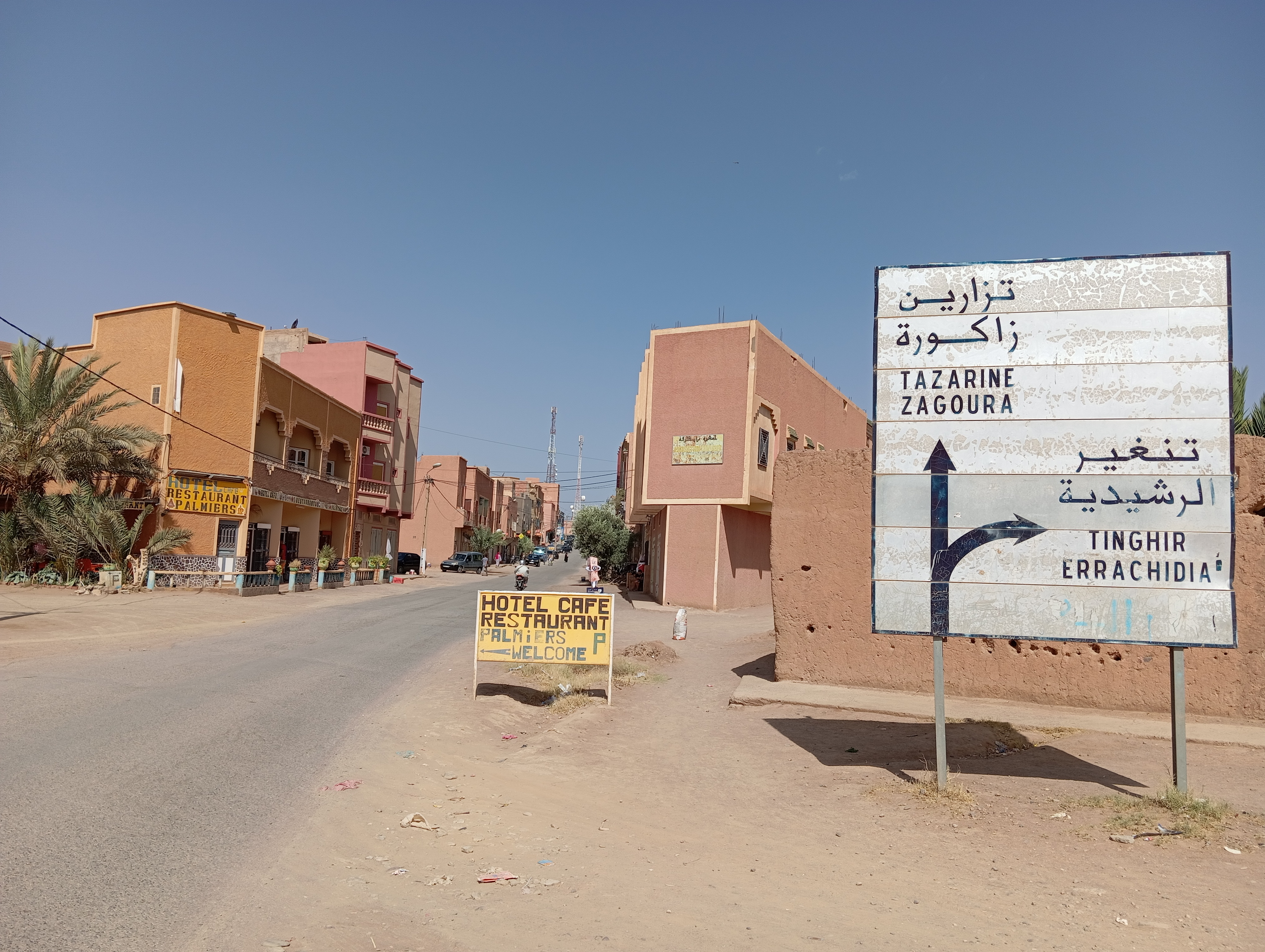
المدخل الشرقي لألنيف
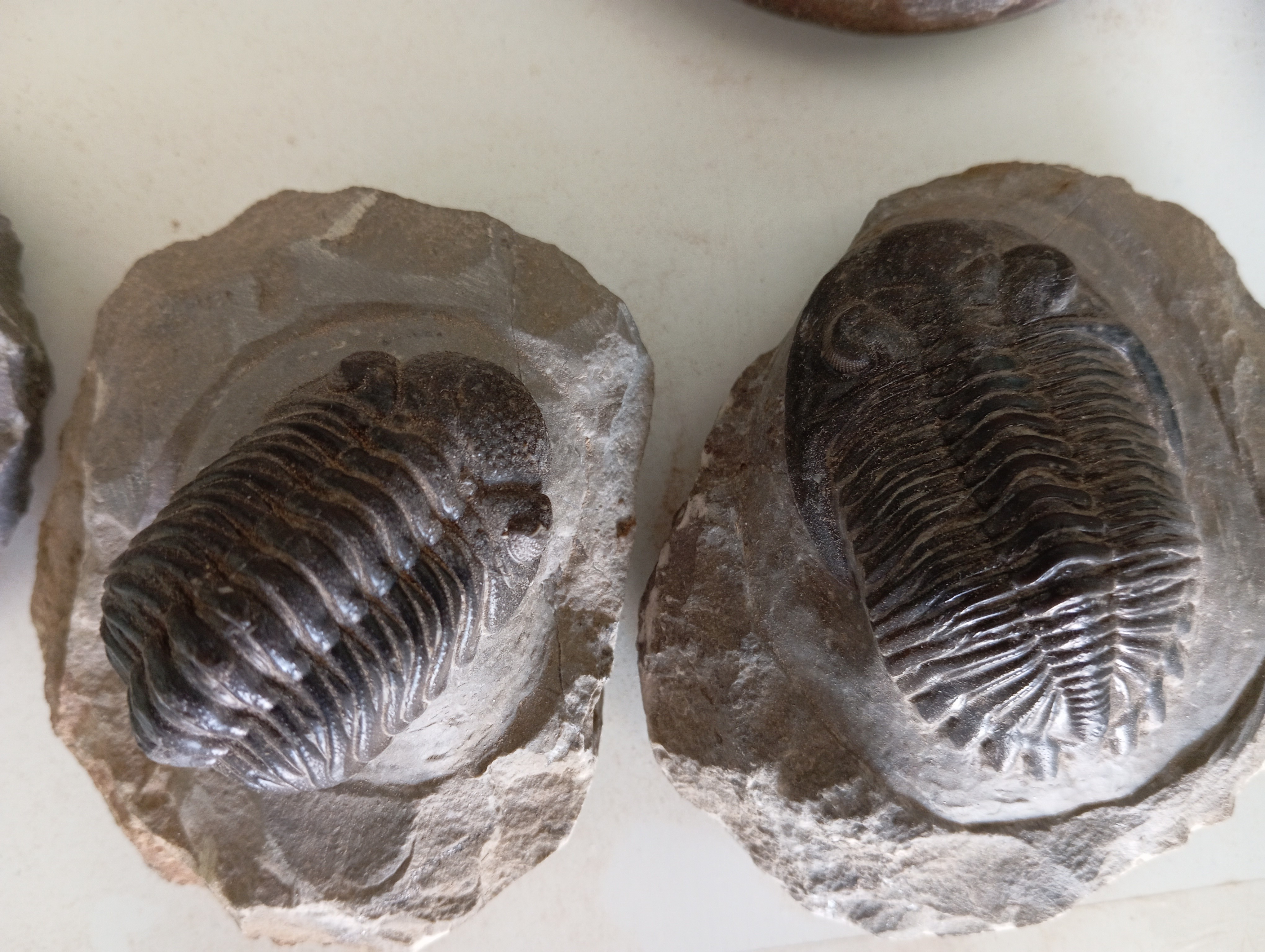
ثلاثية الفصوص: مستحثات تشتهر بها منطقة ألنيف
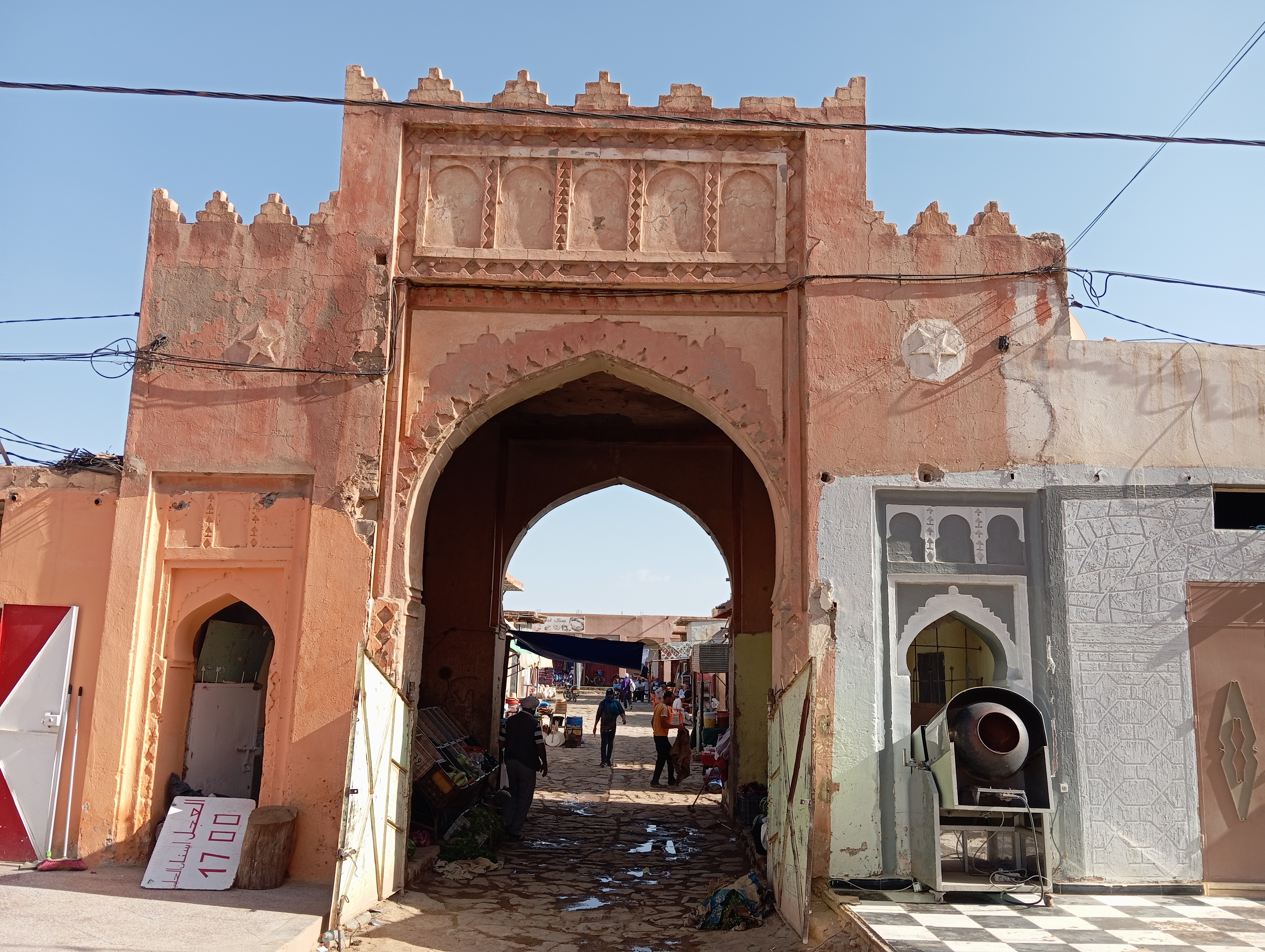
مدخل سوق ألنيف
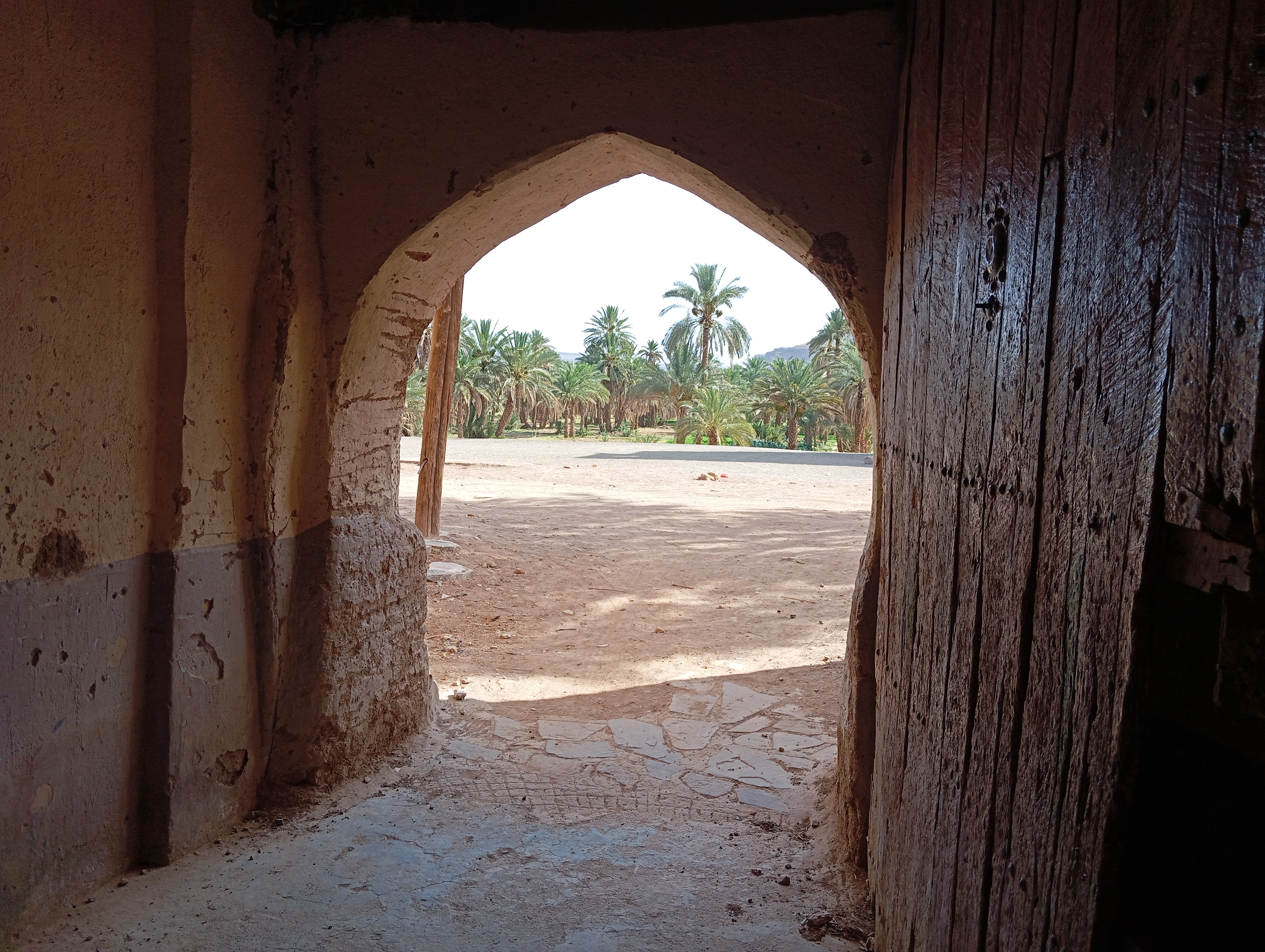
مدخل قصر ألنيف
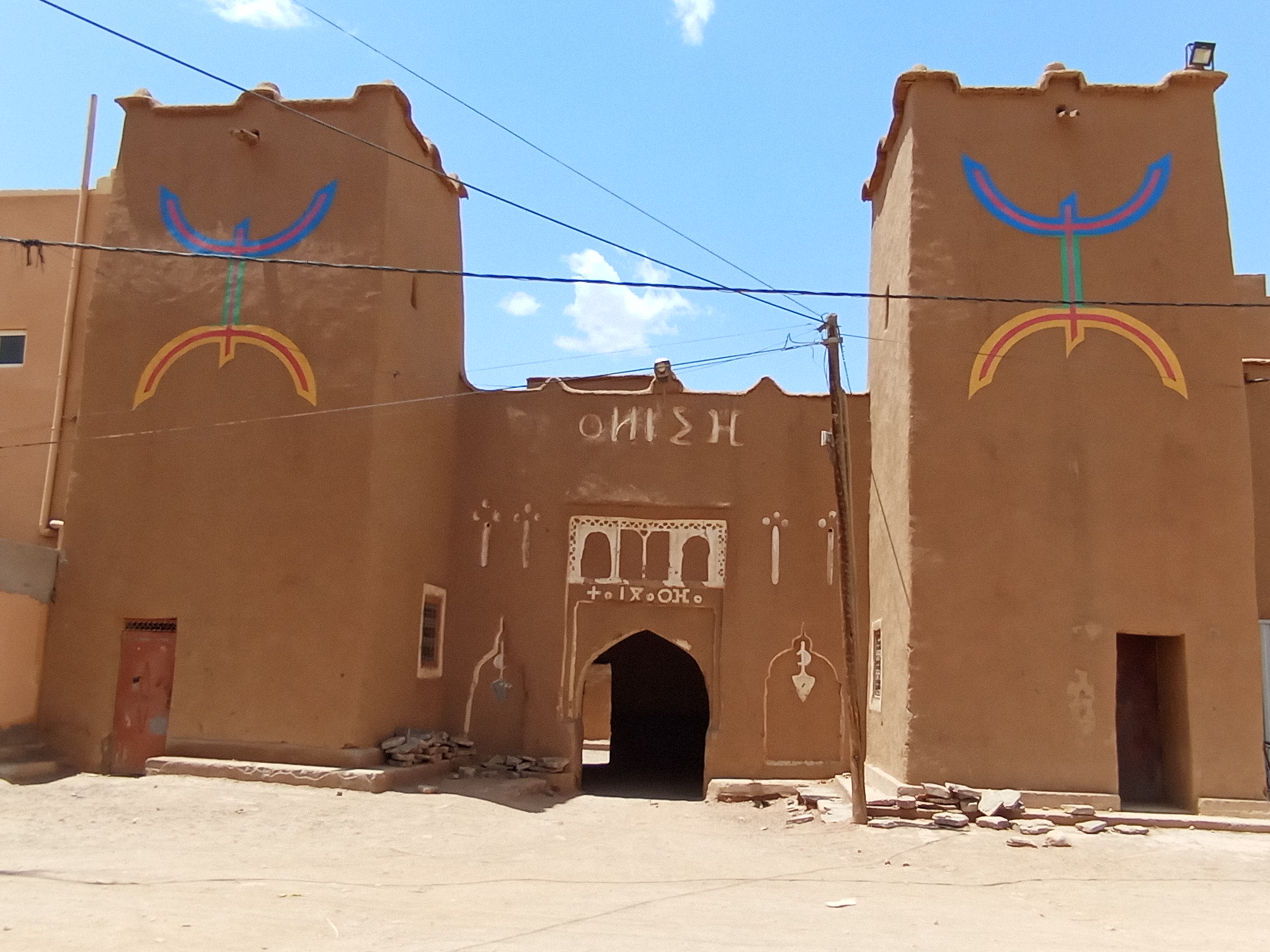
قصر ألنيف
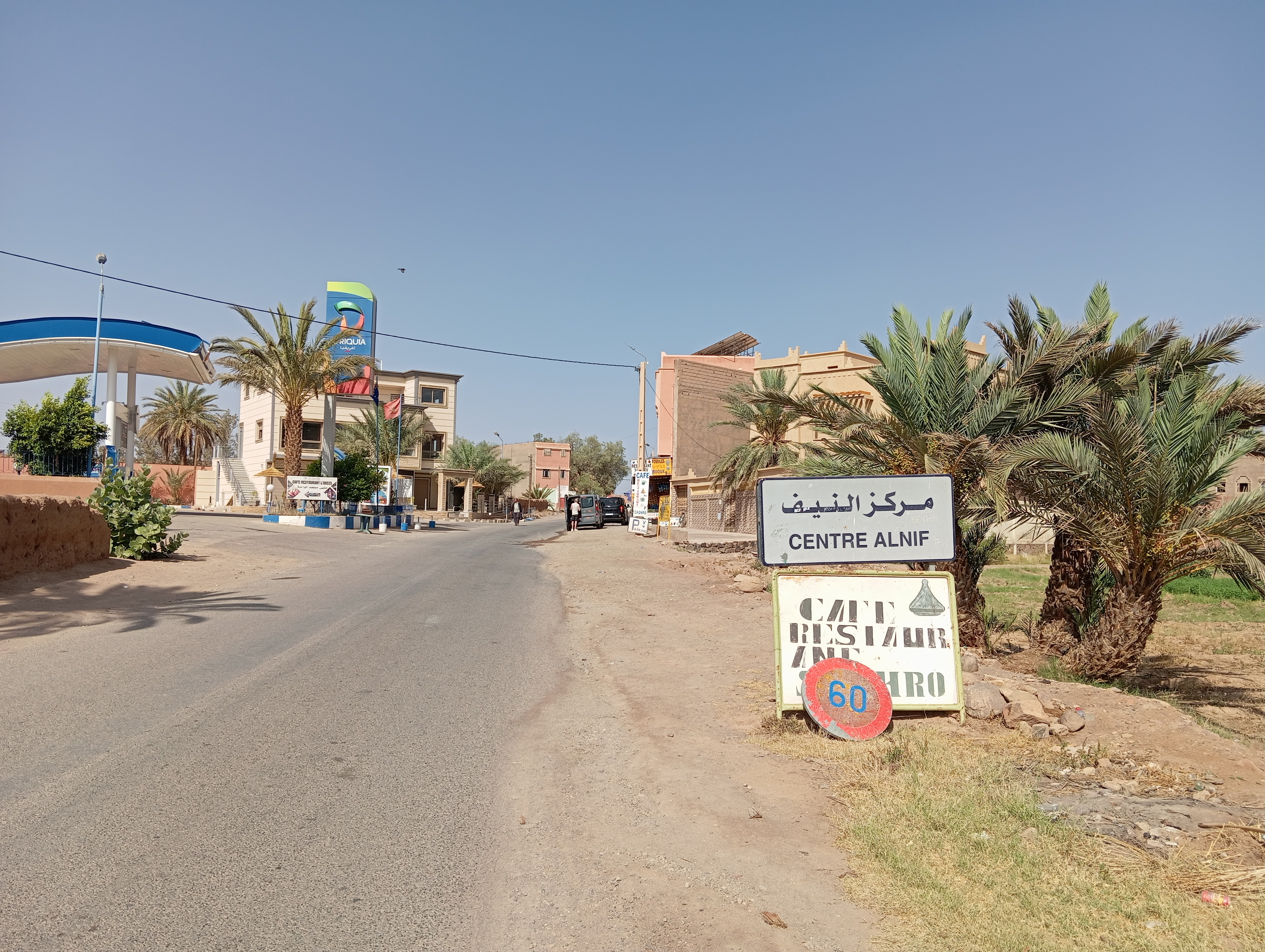
مدخل ألنيف من الشرق
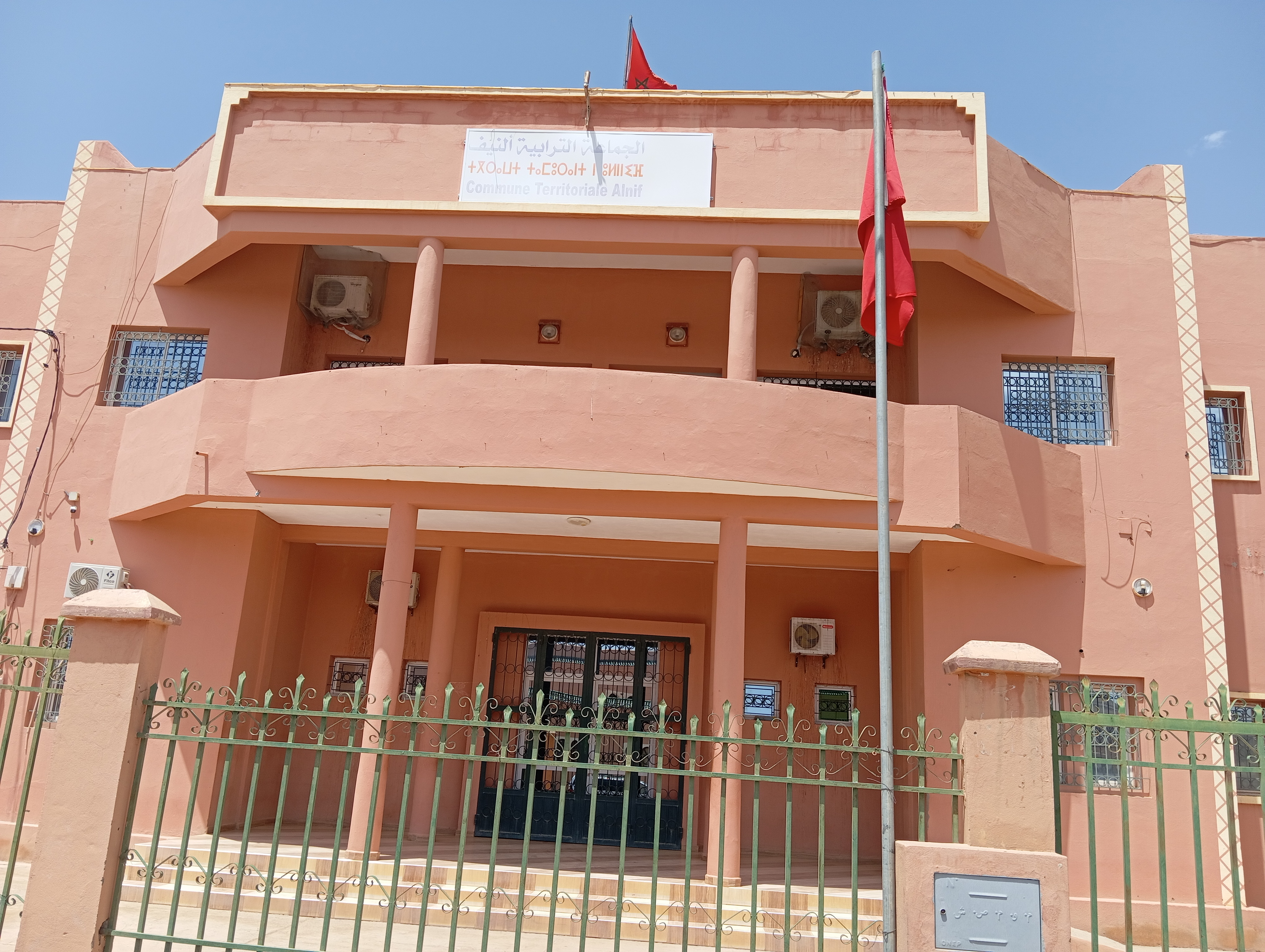